# 1954 في إيطاليا
فيما يلي قوائم الأحداث التي وقعت خلال عام 1954 في إيطاليا.

## سياسة

### تعيين في المنصب
- 18 يناير – أمنتوري فانفاني رئيس وزراء إيطاليا.

### انتهاء فترة المنصب
- 18 يناير – أنطونيو سينيي Italian Minister of Education, Universities and Research ‏.
- 18 يناير – جوليو أندريوتي Undersecretary to the Presidency of the Council  [لغات أخرى]‏.
- 10 فبراير – أمنتوري فانفاني رئيس وزراء إيطاليا.

## رياضة
- 5 سبتمبر – بطولة أوروبا للألعاب المائية 1954

## ظهور
- 1 يناير – إل غاتوباردو رواية من تأليف جوزيبي توماسي دي لامبيدوزا.

## أفلام
من الأفلام التي صدرت هذه السنة في إيطاليا:
- 1 يناير – الطريق من إخراج فيديريكو فليني.
- 1 يناير – الكونتيسة حافية القدمين من إخراج جوزيف مانكيفيتس.

## مواليد

### يناير
- 1 يناير – لوقا كارديلي عالم حاسوب إيطاليّ.
- 31 يناير – ماورو بالدي سائق سيارة سباق إيطالي.

### مارس
- 14 مارس – غرازيانو روسي متسابق دراجات نارية إيطالي.

### أبريل
- 1 أبريل – جانكارلو أنتونيوني لاعب كرة قدم إيطالي.
- 4 أبريل – فيوريلا مانويا مغنية إيطالية.
- 17 أبريل – ريكاردو باتريس سائق سيارة سباق إيطالي.

### يونيو
- 14 يونيو – جيانا نانيني
- 14 يونيو – فرانشيسكو روتيلي سياسي إيطالي.
- 26 يونيو – ماركو لوكتشينيلي متسابق دراجات نارية إيطالي.

### أغسطس
- 11 أغسطس – جياني بلوتيه متسابق دراجات نارية إيطالي.

### سبتمبر
- 10 سبتمبر – فرانشيسكو لافيكيا موزع إيطالي.
- 24 سبتمبر – ماركو تارديلي لاعب كرة قدم إيطالي.

### أكتوبر
- 10 أكتوبر – اريان اسكارديا
- 13 أكتوبر – سيلفيو ميكالي

### نوفمبر
- 6 نوفمبر – مانجو مغني إيطالي.
- 7 نوفمبر – لوتشيانو لورو دراج إيطالي.
- 17 نوفمبر – باولو دالوليو كهنوت إيطالي.
- 22 نوفمبر – باولو جينتيلوني سياسي إيطالي.
- 30 نوفمبر – سيمونيتا ستيفانيلي

## وفيات

### فبراير
- 5 فبراير – ألبرتو براليا (مواليد 1883) لاعب جمباز فني إيطالي.

### أغسطس
- 19 أغسطس – ألتشيدي دي غاسبيري (مواليد 1881) سياسي إيطالي.

### نوفمبر
- 28 نوفمبر – إنريكو فيرمي (مواليد 1901) فيزيائي إيطالي.